# Святая вода

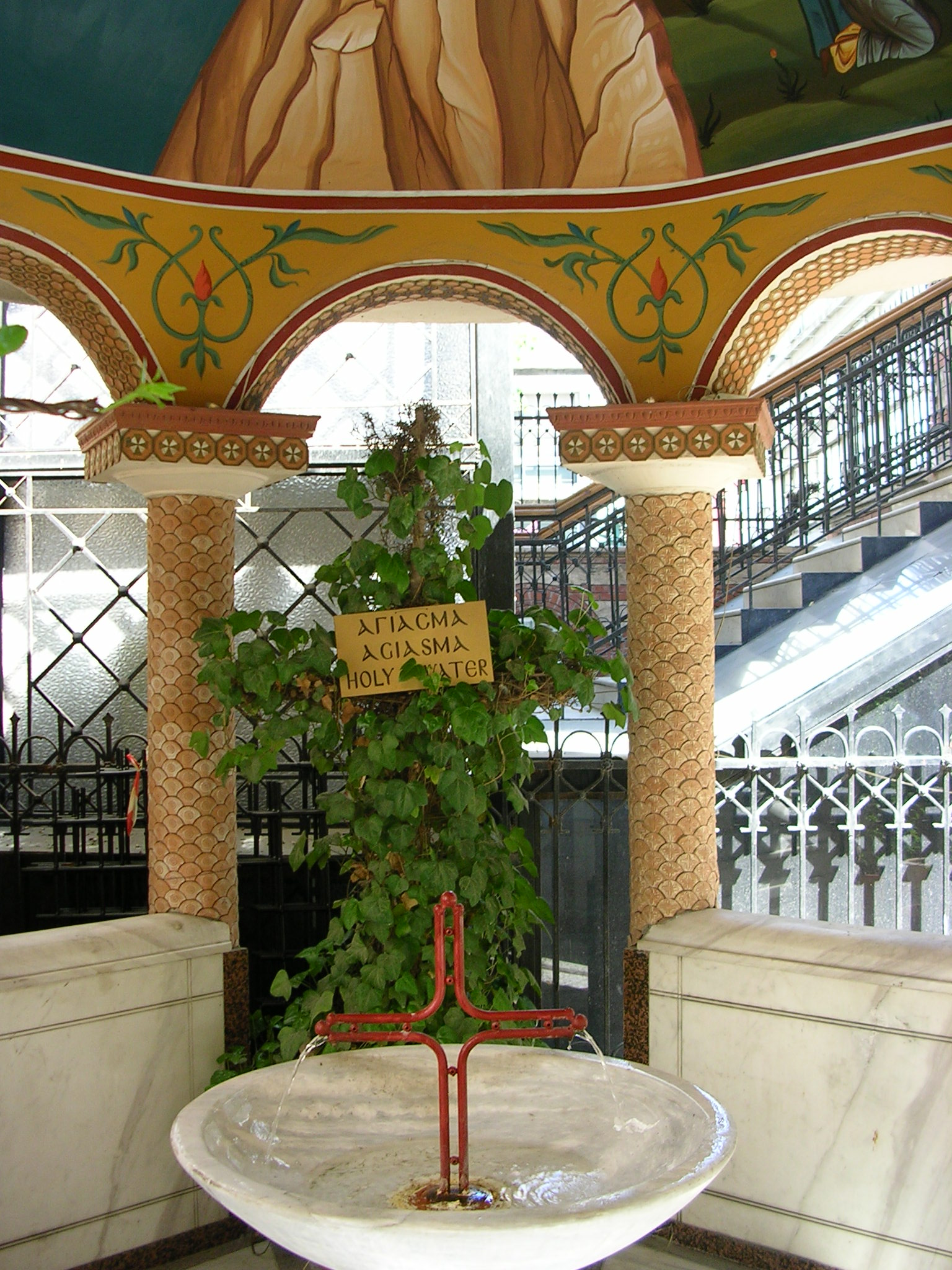
Источник в монастыре святой Феодоры (Салоники)

Свята́я вода́ (освящённая вода;  агиасма, от греч. ἁγίασμα — «святыня») — название воды в Исторических церквях, освящённой в храме во время чина водоосвящения. Традиция её использования связана как с евангельской историей о крещении Христа в водах реки Иордан, так и с ветхозаветными богослужебными традициями — «возьмёт священник святой воды в глиняный сосуд» (Чис. 5:17).

Начало мира — вода, и начало Евангелия — Иордан. От воды воссиял свет чувственный, ибо Дух Божий носился верху́ воды и повелел из тьмы воссиять свету. От Иордана воссиял свет Святого Евангелия, ибо, как пишет святой евангелист, «с того времени», то есть со времени Крещения, Иисус начал проповедовать и говорить: «Покайтесь, ибо приблизилось Царствие Небесное» (Мф. 4:17)
— Кирилл Иерусалимский

## История
Использование освящённой воды в христианстве восходит ко II веку. Согласно Священному Преданию, папа римский Александр I ввёл в употребление обычай освящать дома святой водой. Окропление дома водой с целью его очищения упоминается в апокрифических «Деяниях апостола Петра» (II век). О водоосвящении перед крещением известно с конца II — начала III веков. Об освящённой воде упоминает святитель Епифаний Кипрский в своём сочинении «Против ересей», или «Панарион», написанном в 70-е годы IV века.
Традиция почитания воды, набранной в день Богоявления, была известна не только в Александрийской церкви, где впервые начали отмечать этот праздник, но и в других Церквях. Эту же традицию описывает и святитель Иоанн Златоуст. В своей проповеди на праздник Крещения Господня, произнесённой в 387 году в Антиохии, он писал: «В полночь на этот праздник все, начерпав воды, приносят её домой и хранят её целый год, так как сегодня освящены воды. И происходит явное знамение: качество этой воды не портится с течением времени; напротив, начерпанная сегодня вода остаётся неиспорченной и свежей целый год, а часто и два или три».
Иоанн Златоуст, впервые описавший это свойство освящённой воды, как и святитель Епифаний, ничего не сообщает о совершении над водой каких-либо молитв или богослужебных чинопоследований — все желающие просто набирали воду из местных источников, и святость её имеет основание в самой дате праздника Богоявления, а не в том, что над водой прочитана молитва или совершено священнодействие. То есть, богоявленской освящённой водой считали воду, набранную в ночь праздника из какого-либо источника возле храма.
Церковный историк рубежа V—VI веков Феодор Чтец сообщает, что обычай совершать над богоявленской водой молитву, напоминающую евхаристическую (Феодор употребляет термин ἐπίκλησις — «призывание», эпиклеза, как при Евхаристии), «придумал» Пётр Гнафевс, который в последней трети V века с перерывами занимал кафедру Антиохийской церкви: «Сообщается, что Пётр Гнафевс придумал, чтобы таинство в церкви освящалось при всем народе, чтобы вечером на Богоявление совершалось призывание над водами, чтобы на каждой молитве упоминали Богородицу и на каждой литургии читали Символ веры». Это подтверждает византийский церковный историк XIV века Никифор Каллист Ксанфопул: «Сообщается же, что Пётр Гнафевс также придумал следующие четыре прекрасных обычая Вселенской Церкви: приготовление Божественного мира, освящаемое при всем народе; Божественное призывание над водами вечером на Святое Богоявление; дерзновенное воспевание Символа веры при каждом церковном собрании — тогда как до того его читали только раз [в году], во святую и Великую пятницу; и поминовение Богородицы на каждой ектении».
Таким образом, чин богоявленского водоосвящения, включавший в свой состав, подобно евхаристической анафоре, эпиклезу, появился в последней трети V века в Антиохии и уже оттуда распространился по всем византийским Православным церквям. С этого времени обязательным требованием к святой воде стало её освящение епископом или священником.

## Освящение воды

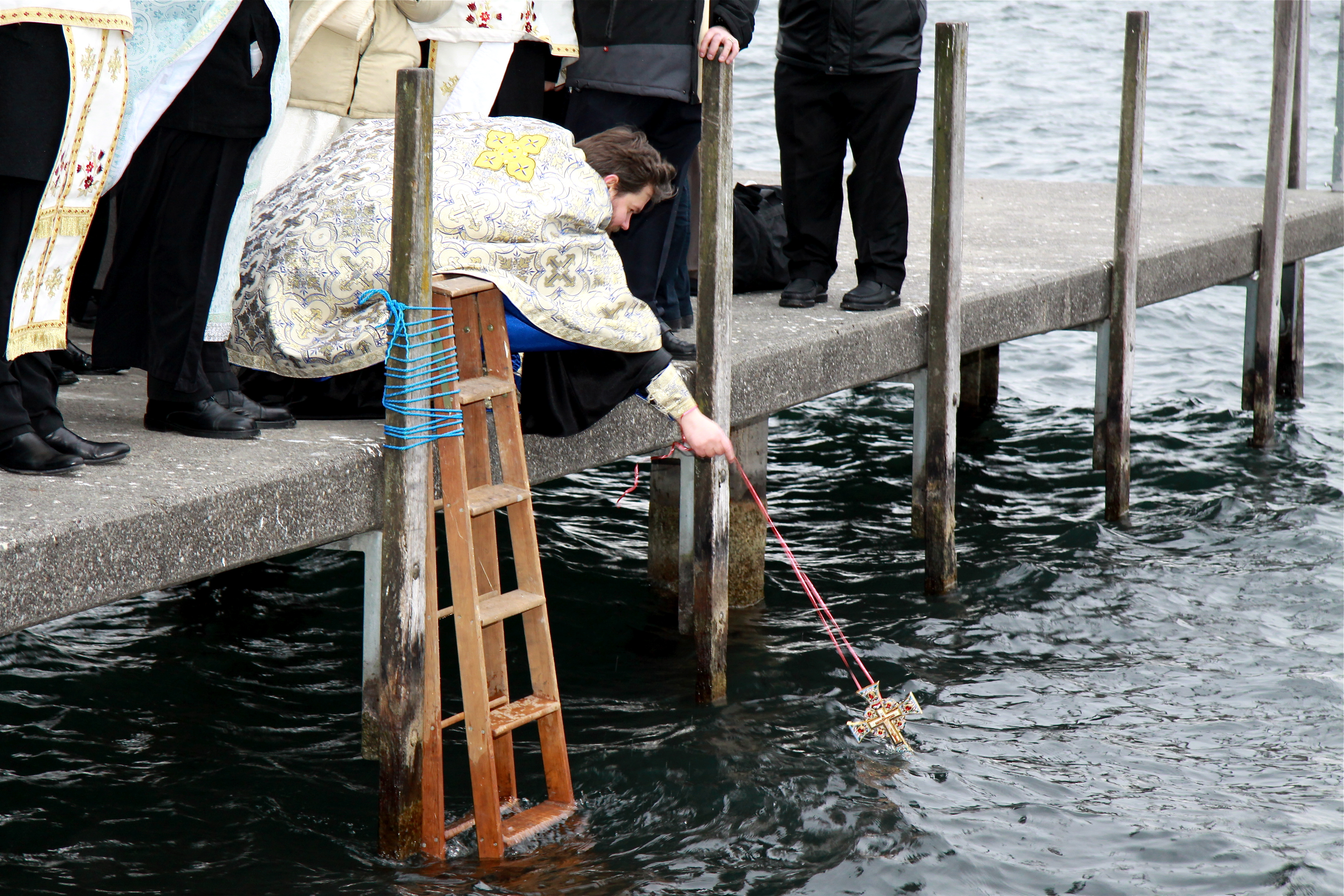
Православный священник освящает воду в водоёме.

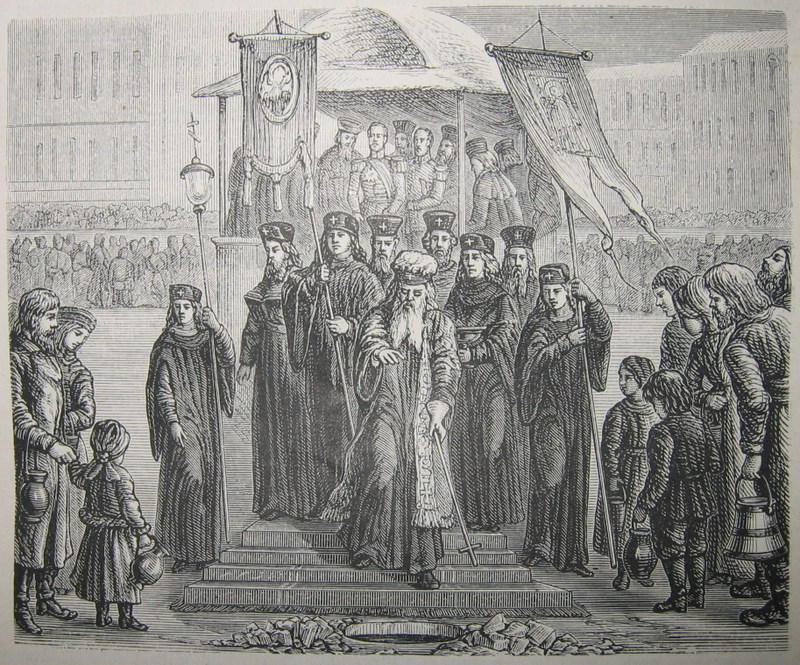
Водосвятие на Неве в день Крещения Господня. Рисунок 1876 года.

### В православной церкви
В православной церкви используется несколько различных чинов водоосвящения:
- Великое освящение — совершается в Крещенский сочельник 5 (18) января накануне праздника Крещения Господня (Богоявления) и в сам праздник (на следующий день). При этом используется один и тот же чин. В день Богоявления освящение воды может совершаться с торжественным крестным ходом к водоёму, известным под названием «хода на Иордан». В течение этих двух дней водосвятный молебен может быть отслужен неограниченное количество раз. Вода, освящённая по чину Великого освящения, называется Великая агиасма (святыня) — её разрешается пить только после особой молитвы и натощак. Наиболее раннее сообщение о богоявленской святой воде содержится в одной из антиохийских проповедей Иоанна Златоуста[11]. Освящение в день праздника (до XII века в Русской церкви не совершалось, обычай появился после распространения Иерусалимского устава и неоднократно критиковался и отменялся, особенно в XVII веке[12]; патриарх Никон в конце 1655 года под угрозой проклятия запретил совершать в день Крещения водосвятие, его решение было отменено в 1667 году на Большом Московском соборе[13]).
- Сокращённое Великое освящение — совершается перед таинством Крещения[14]. При этом освящении (в отличие от предыдущего) епископ или священник, благословляя, окунает в воду персты десницы своей и мажет воду святым елеем. В эту воду погружают принимающих таинство крещения, но не пьют её.
- Малое освящение — совершается по требнику[15] на молебнах с водосвятием в течение всего года. Водосвятные молебны совершаются в праздничные дни, определённые богослужебными указаниям (обязательное малое освящение совершается в день празднования Живоносного Источника в пятницу Светлой седмицы, в день Преполовения и в празднование Происхождения (изнесения) честных древ Животворящего Креста Господня), а также и по просьбам верующих. Малое освящение воды совершается также во дни храмовых праздников, при малом освящении храма, на молебнах во время бездождия, в продолжительных крестных ходах, при посещении святых источников. В отличие от Крещенской (Богоявленской), молебную святую воду дозволяется пить с молитвой, но необязательно натощак.
- При освящении храма — над тёплой водой, вином красным и розовой водой архиерей читает следующую молитву:

Господи Боже наш, освятивый струи Иорданския спасительным Твоим явлением: Сам и ныне низпосли благодать Святаго Твоего Духа, и благослови воды сия́ [и вино] ко освящению и совершению жертвенника Твоего сего [жертвенников Твоих сих]: яко благословен еси во веки веков. Аминь.
А при возливании их на трапе́зу и окроплении ими антиминсов:

Окропи́ши мя иссо́пом, и очи́щуся: омы́еши мя, и па́че снега убелю́ся.
- На Божественной литургии, совершаемой архиереем, — при пении «Иже херувимы» иподиаконы подносят к открытым Царским вратам чашу с водой для умывания рук, и архиерей, умывая руки, произносит молитву:

Господи Боже наш, освятивый струи Иорданския спасительным Твоим явлением: Сам и ныне низпосли благодать Святаго Твоего Духа, и благослови воду сию́, ко освящению всех людей Твоих: яко благословен еси во веки веков. Аминь.
Чин великого освящения воды является более торжественным по сравнению с малым и включает в себя большее количество песнопений и чтений (кроме Евангелия и Апостола читаются паремии). Обязательным как для Великого, так и для малого освящения является чтение священником молитвы об освящении воды и погружение в чашу с водой креста (при Великом освящении оно троекратное и дополняется благословением воды рукой священника).
В праздник Крещения Господня освящение воды иногда проводится прямо на водоёмах (озёрах, реках, прудах). В России, в специально прорубленных во льду про́рубях, которые называют «иорда́нь», в воспоминание крещения Иисуса Христа в Иордане.
В греческом словоупотреблении «агиасмой» называют также миро, исходящее от святых икон и мощей.

### В католической церкви

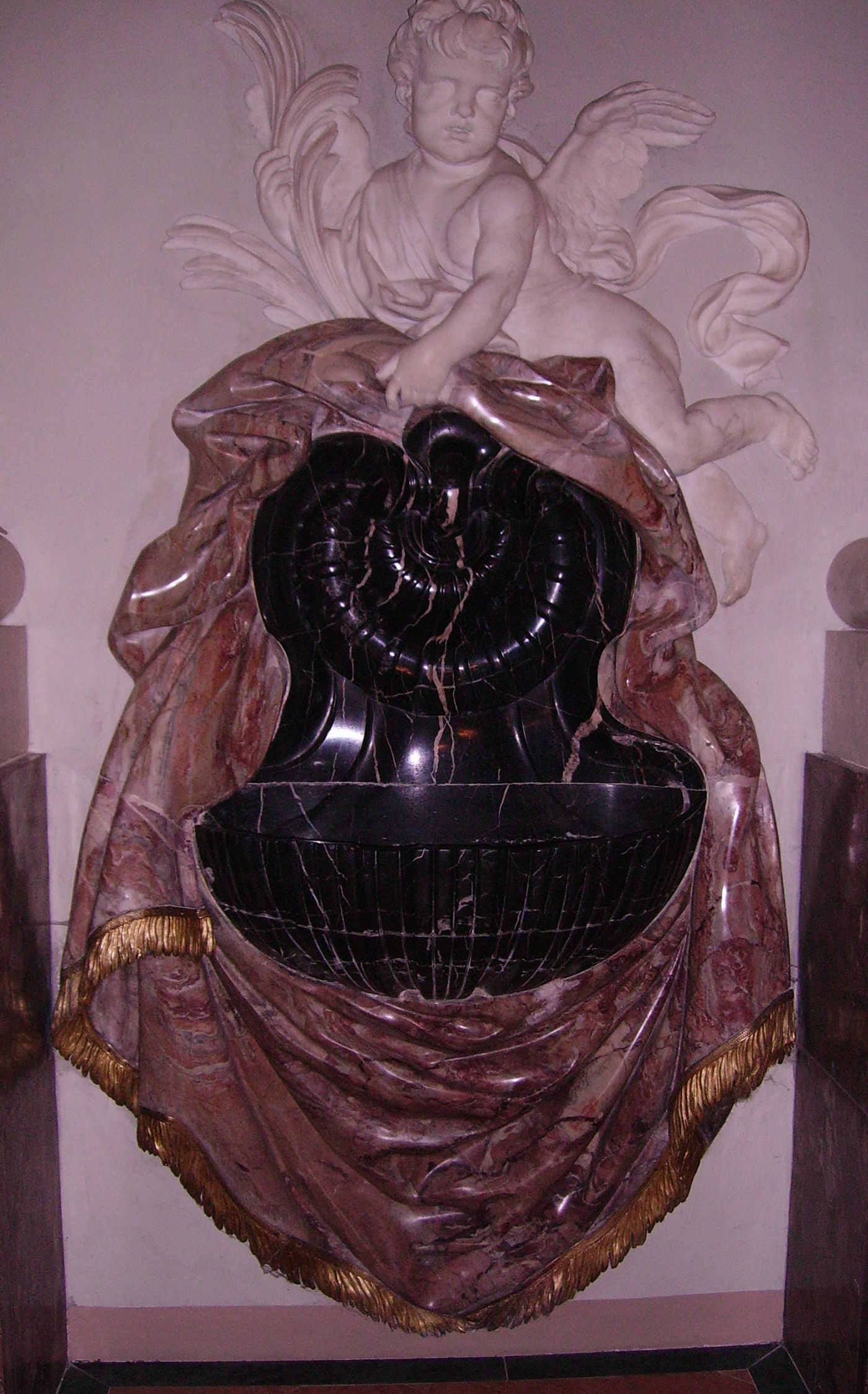
Чаша с освящённой водой при входе в храм (католическая церковь, Мангейм).

В западных обрядах Католической церкви принят термин «благословение воды», тогда как в восточных — «освящение». Сама вода именуется, как правило, не «святой», а «освящённой». Благословение воды в Католической церкви проводится в следующих случаях:
- Благословение воды для совершения таинства крещения. С первых веков христианства было неотъемлемым элементом таинства. Благословение совершается непосредственно перед совершением таинства, особенно торжественный характер имеет в ходе пасхального бдения, во время которого обычно происходит крещение взрослых катехуменов. Обязательным элементом водоосвящения является осенение воды крестным знамением, которое совершается или крестом или большой пасхальной свечой (пасхалом).
- Благословение воды в определённые праздники и в дни памяти некоторых святых. Традиция благословлять воду на Пасху вызвана древним обычаем крестить в Навечерие Пасхи. Однако в период Средневековья в латинском обряде закрепилась традиция проведения водоосвящения в другие праздники, в первую очередь, в праздник Крещения Господня и в день святой Агаты (5 февраля). В праздник Богоявления (6 января) в храмах освящают воду, мел и ладан. В византийском обряде особенно торжественное водоосвящение совершается в праздник Крещения.
- Благословение воды в ходе воскресной литургии. В ходе начальных обрядов воскресной мессы проходит водоосвящение с последующим окроплением прихожан, как символ воспоминания крещения верных. Освящённая вода затем хранится в специальных чашах на входе в храм. При входе в храм и выходе из него прихожане обмакивают руку в освящённую воду и совершают крестное знамение.
- Благословение воды для освящения церкви, алтаря, жилищ прихожан и т. д. На Западе использование освящённой воды для благословения домов известно по крайней мере с VI века. При благословении воды принято добавлять в неё соль. Ранее для освящения церкви и алтаря использовалась так называемая «григориева вода» (в честь папы Григория Великого), в которую добавлялись соль, пепел и вино; однако в настоящее время она не применяется.

## Использование святой воды

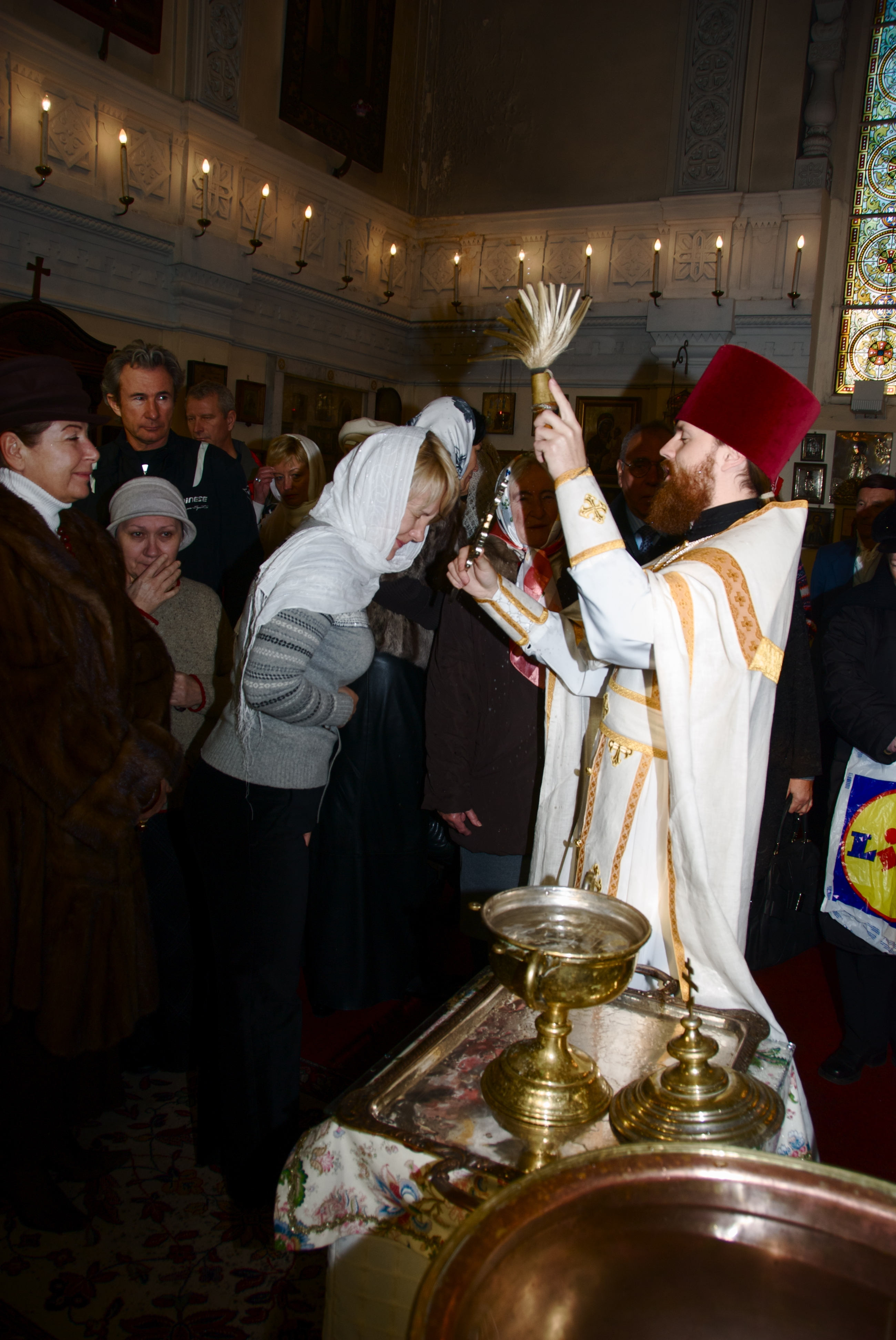
Православный священник окропляет прихожан святой водой

Святая вода используется в таинстве Крещения, которое делает человека членом Церкви. Святая вода используется при освящении храмов и всех священных сосудов, при освящении жилых домов (эту традицию, по преданию, ввёл римский папа священномученик Александр I) и бытовых предметов. Верующих окропляют святой водой на крестных ходах и при совершении молебнов при помощи креста и особого богослужебного предмета — кропила.
Православная церковная традиция рассматривает великую агиасму (богоявленскую воду) как своего рода утешение и средство очищения души для отлучённых от таинства Евхаристии. В случаях, когда на христианина накладывается епитимия и запрет на причащение, то делается указанная в канонических правилах оговорка: «То́чию агиа́сму да пие́т»:

Да́ждь же все́мъ, прикаса́ющимся е́й, и причаща́ющимся, и ма́жущимся е́ю, освяще́ніе, здра́віе, очище́ніе и благослове́ніе.— Из молитвы великого водосвятия
Богоявленскую воду хранили в алтаре, и после каждой Литургии священник отлучённым от причащения давал антидор и святую воду.
В православии святая вода (особенно великая агиасма) хранится верующими дома возле икон и употребляется в случае нужды: её выпивают (иногда вместе с приятием просфоры) натощак, ею окропляют жилище и предметы с чтением специальной молитвы:

Го́споди Бо́же мой! Да бу́дет дар Твой святы́й: просфора́ и свята́я Твоя́ вода́ во оставле́ние грехо́в мои́х, в просвеще́ние ума́ моего́, во укрепле́ние душе́вных и теле́сных сил мои́х, во здра́вие души́ и те́ла моего́, в покоре́ние страсте́й и не́мощей мои́х по безпреде́льному Милосе́рдию Твоему́ моли́твами Пречи́стыя Твоея́ Ма́тери и всех святы́х Твои́х. Ами́нь.
Особое распространение причащение святой водой получило в старообрядчестве по причине отсутствия каноничных священников, имеющих право совершать Литургию — широко распространён «Чин причащения святой водой великого Богоявленского освящения». Практика замены причастия святой водой появились уже в III веке, когда еретики-акварии на Евхаристии употребляли воду вместо вина, по аскетическим причинам.
В католичестве освящённая вода используется в таинстве крещения, для окропления молящихся во время службы, при освящении храмов, жилых домов и бытовых предметов. В освящённую воду обмакивают руку при совершении крестного знамения при входе в храм и выходе из храма. Верующие могут хранить освящённую воду дома и использовать для окропления жилища, пить её не принято.

## Свойства святой воды по учению Церкви

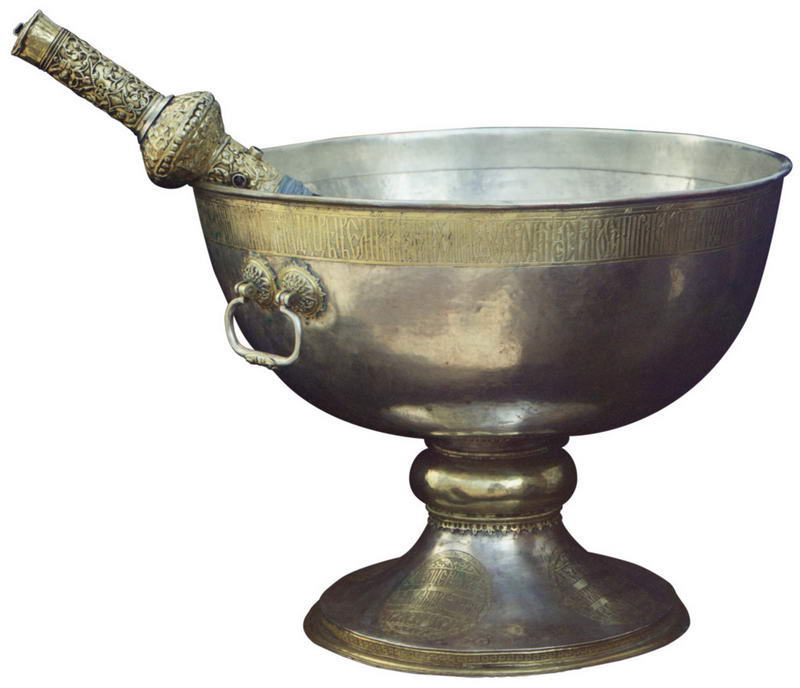
Водосвятная чаша и кропило XVII века.

По учению Православной церкви, водоосвящение совершается для предания воде Божьего освящения и благословения — благодати Святого Духа. Изначально святая вода использовалась в таинстве крещения, где является внешним знаком невидимой благодати, передаваемой крещаемому, а затем вода стала освящаться для предания ей целебных (прежде всего для души) свойств.
Святая вода, по учению Церкви, обладает способностью исцеления больных по их вере. Например, Серафим Вырицкий приходившим к нему больным советовал принимать по столовой ложке освящённой воды через каждый час. Иоанн Златоуст писал, что святая вода имеет свойство сохранять свежесть в течение длительного времени. При освящении воды допустимо использование деревянного, а не серебряного, креста. В случае «зацветания» святой воды, по церковным канонам, она должна быть вылита в непопираемое место (в сухой колодец при храме, или в проточную реку, или в лесу под дерево, а сосуд, в котором она хранилась, больше не пускать в бытовое употребление).

## Славянские традиции
В славянской традиции чудодейственной и магической считалась вода, набранная из источников в особые дни: на утро после Рождества, на Васильев день (Новый год), Громницы (Сретение), в Чистый четверг или пятницу (см. Страстная неделя в славянской традиции), в день Ивана Купалы (ср. названия такой воды: укр. святовечірня вода, болг. василева вода, рус. сретенская, в.-слав. четверговая вода и т. п.). Считалось что сакральная сила воды повышалась, если при её набирании и перенесении в дом соблюдались особые условия и запреты. Первейшим из таких требований было хождение по воду ранним утром до восхода солнца. Высоко ценилась вода, которую удавалось набрать раньше всех, её называли непочатой (укр. непочата, серб. неначета, цијела, болг. неначната, рус. непитая и т. п.). При набирании запрещалось отливать воду из ведра или зачерпывать вторично, следовало соблюдать полное молчание при перенесении её в дом (рус. немая вода, серб. нема вода, болг. мълчашна вода, морав. mlčava voda). Дома такой водой умывались, поили больных, кропили скот, ульи, хозяйственные постройки, использовали для гаданий; сосуд с водой закапывали в поле, в винограднике, клали в основание строящегося дома и т. п.

## Критика

### Рациональное объяснение свойств святой воды
В статье Боровкова И. И. «Как сделать „святую воду“ и три чуда с её помощью» (журнал «Химия и жизнь», 1970, № 3) такие случаи рассматривались либо как случайность, либо как результат использования серебряных крестов и чаш при освящении воды, которые оставляют в воде ионы серебра, обладающие лёгким бактерицидным действием.
В. А. Мезенцев в книге «100 ответов верующим» рассматривает известные мнения, касающиеся того, что святая вода обладает какими-либо чудодейственными свойствами, и приводятся случаи долговременного хранения воды без освящения в храме: «Бывший кандидат богословия, отошедший ныне от религии, Евграф Дулуман, чтобы удостовериться, что „святая“ вода ничем не отличается от обычной, налил однажды в бутылку обыкновенную воду из колодца и закупорил её. Пять лет хранилась вода в бутылке и не портилась. А ведь она не была „освящена“!». Мезенцев отмечал, что «святую воду» освящают зимой, потому что «зимой вода в реке бывает чище всего: она не загрязняется со стороны и в холодной воде плохо развиваются микроорганизмы. Вот почему вода, взятая зимой из реки, „освящённая“ и „неосвящённая“, хорошо сохраняется». Также упоминается о том, что ионы серебра, которые появляются в освящённой воде (ведь она хранится в серебряных посудинах и освящается серебряными крестами), убивают микроорганизмы в воде. Критика святой воды приводится в книгах «О привидениях, чёрной кошке и чудесах без чудес» (Мезенцев В. А., Пинчук Л. Т.; М, 1963), «Когда духи показывают когти» (Неманов И. Н., Рожнова М. А., Рожнов В. Е.; М., 1969) и в брошюре Евграфа Дулумана «Почему я перестал верить в бога» (М.: Молодая гвардия, 1957).

Современная наука пристально изучает воду и её действительно весьма интересные свойства. Результаты этих исследований отражаются в публикациях ведущих рецензируемых научных журналов и суммированы в хорошо известных специалистам монографиях (например, в классической монографии Д. Эйзенберга и В. Кауцмана). На сегодня можно с безупречной надежностью утверждать, что в воде не образуются никакие структуры, способные «запоминать» или хранить информацию, не существует никакого явления аквакоммуникации, передающего эту информацию на расстояние и пр. Вода не подвержена воздействию слов, рок-музыки, мыслей человека, неважно, именует ли он себя экстрасенсом или священником. Вода не мутнеет и не светлеет от чтения молитв и не приобретает бактерицидных свойств в результате обряда освящения, так что она не может быть индикатором силы религиозной веры.— Архипов М. В., Сергеев А. Г. Вода индикаторная // Комиссия РАН по борьбе с лженаукой и фальсификацией научных исследований В защиту науки. — 2016. — № 17.

### Обнаружение инфекционных возбудителей в воде
Австрия
Исследователи из Медицинского университета Вены под руководством микробиолога Александра Киршнера (АӀехаnder Kirschner) провели микробиологический и химический анализы проб воды, взятой из 21 святого источника и 18 купелей Австрии. Оказалось, что состав воды лишь 14 % святых источников соответствовал национальным стандартам качества. В остальных 86 % проб была обнаружена кишечная палочка, энтерококки и кампилобактер, то есть бактерии, обычно содержащиеся в фекалиях. Причём концентрация этих бактерий в святой воде оказалось огромной — до 62 млн болезнетворных бактерий на 1 мл воды.
Исследование, опубликованное в австрийском журнале «Вода и здоровье», показало, что все образцы святой воды, взятые в купелях церквей и больничных часовнях Австрии, содержали бактерии — причём чем больше прихожан посещало церковь, тем больше болезнетворных бактерий было найдено в образцах святой воды (в неё католики обмакивают пальцы). Употребление такой воды может привести к диарее, болям в брюшной полости, повышению температуры тела и судорогам.
Россия
В январе 2010 года сотни жителей Иркутска были госпитализированы из-за отравления крещенской святой водой, взятой из болота, загрязнённого стоками и, предположительно, омывающего могильники. У пострадавших началась рвота, диарея, интоксикация и повышение температуры тела до 38 градусов.